# 1967 v hudbě
Tento článek obsahuje události související s hudbou, které proběhly v roce 1967.

## Události
Rok 1967 byl důležitý pro psychedelic music, a to počiny od Small Faces „Itchycoo Park“, The Doors (The Doors, Strange Days), Jefferson Airplane (Surrealistic Pillow, After Bathing at Baxter's), The Beatles' Sgt. Pepper's Lonely Hearts Club Band, Pink Floyd The Piper at the Gates of Dawn, Cream Disraeli Gears, The Rolling Stones Their Satanic Majesties Request, The Jimi Hendrix Experience Are You Experienced? a Axis: Bold as Love.
- V říjnu založena skupina Spooky Tooth

## Nové skupiny
- V Německu byla založena skupina Tangerine Dream

## Narození
- 20. února – Kurt Cobain, Nirvana (zemřel 5. dubna 1994)
- 21. srpna – Serj Tankian, System Of A Down
- 22. srpna – Layne Staley, Alice in Chains, Mad Season (zemřel kolem 5. dubna 2002)

## Alba
zahraniční:
- Winds of Change – The Animals
- Joan – Joan Baez
- Smiley Smile – The Beach Boys
- Wild Honey – The Beach Boys
- Sgt. Pepper's Lonely Hearts Club Band – The Beatles
- Magical Mystery Tour – The Beatles
- Bee Gees 1st – Bee Gees
- David Bowie – David Bowie
- Live At The Garden – James Brown
- Cold Sweat – James Brown
- Buffalo Springfield Again – Buffalo Springfield
- Younger Than Yesterday – The Byrds
- Greatest Hits – The Byrds
- Gentle On My Mind – Glen Campbell
- Canned Heat – Canned Heat
- Petula Clark's Hit Parade – Petula Clark
- In My Life – Judy Collins
- Electric Music For The Mind & Body – Country Joe and the Fish
- I Feel I Like I'm Fixin' To Die – Country Joe and the Fish
- Fresh Cream – Cream
- Disraeli Gears – Cream
- Olympia 67 – Dalida
- Gimme Some Lovin' – The Spencer Davis Group
- I'm A Man – The Spencer Davis Group
- Mellow Yellow – Donovan
- Sunshine Superman – Donovan (compilation)
- Universal Soldier – Donovan
- The Doors – The Doors
- Strange Days – The Doors
- Greatest Hits – Greatest Hits – Bob Dylan
- Equals Explosion – The Equals
- Up, Up And Away – The 5Th Dimension
- Knock On Wood – Eddie Floyd
- New Gold Hits – The Four Seasons
- Four Tops Live! – The Four Tops
- Four Tops Reach Out – The Four Tops
- I Never Loved A Man – Aretha Franklin
- The Four Tops Greatest Hits
- Grateful Dead
- Are You Experienced – The Jimi Hendrix Experience
- Axis: Bold as Love – The Jimi Hendrix Experience
- There's A Kind Of Hush All Over The World – Herman's Hermits
- Evolution – The Hollies
- The Hollies' Greatest
- House Of The Blues – John Lee Hooker
- Evil – Howlin' Wolf
- After Bathing at Baxter's – Jefferson Airplane
- Green Green Grass Of Home – Tom Jones
- Live At The Talk Of The Town – Tom Jones
- Blues is King – B.B. King
- The Live Kinks – The Kinks
- Something Else – The Kinks
- Sunny Afternoon – The Kinks
- I Wonder Who – Alexis Korner
- A Hard Road – John Mayall & Blues Breakers
- Crusade – John Mayall
- The Blues Alone – John Mayall
- Days of Future Passed – The Moody Blues
- Orbisongs – Roy Orbison
- The Piper at the Gates of Dawn – Pink Floyd
- How Great Thou Art – Elvis Presley
- Double Trouble (soundtrack) – E. Presley
- Emotions – The Pretty Things
- Procol Harum – Procol Harum
- Pain In My Heart – Otis Redding
- Finders Keepers – Cliff Richard & The Shadows
- Cinderella – Cliff Richard & The Shadows
- Don't Stop Me Now – Cliff Richard & The Shadows
- Good News – Cliff Richard
- Where Am I Going – Dusty Springfield
- THE SUPREMES Sing Rodgers And Hart
- Temptations Live! – The Temptations
- With A Lot O' Soul – The Temptations
- Ten Years After
- Mr. Fantasy – Traffic
- Here Come THE TREMELOES / Here Comes My Baby Tremeloes
- Trogglodynamite – The Troggs
- Happy Together – The Turtles
- Vanilla Fudge
- The Velvet Underground & Nico – The Velvet Underground
- I Was Made To Love Her – Stevie Wonder
- THE YARDBIRDS' Greatest Hits
- Absolutely Free – The Mothers Of Invention Frank Zappa
- Blowin' Your Mind ! – Van Morrison

## Hity
- domácí
- Tak Prázdná – Yvonne Přenosilová
- Náhrobní kámen – Petr Novák

- zahraniční
- Hello Goodbye – The Beatles
- All You Nead Is Love – The Beatles
- Penny Lane – The Beatles
- Strawberry Fields Forever – The Beatles
- "Soul Finger" – The Bar-Kays
- "Susan" – The Buckinghams
- "Thank the Lord for the Night Time" – Neil Diamond
- "There Is a Mountain" – Donovan
- Windy – Association
- Light My Fire – The Doors
- People are Stranger – The Doors
- "To Love Somebody" – Bee Gees
- "Tramp" – Otis Redding and Carla Thomas
- "Try a Little Tenderness" – Otis Redding
- "Twelve Thirty" – The Mamas & the Papas
- "Waterloo Sunset" – The Kinks
- "We Love You"/"Dandelion" – The Rolling Stones
- "Wear Your Love Like Heaven" – Donovan
- "What a Wonderful World" – Louis Armstrong
- "When I Was Young" – Eric Burdon & The Animals
- "Zabadak!" – Dave Dee, Dozy, Beaky, Mick & Tich